# Julio Palomino
Julio Palomino (* 8. April 2001) ist ein peruanischer Leichtathlet, der im Mittelstrecken- und Hindernislauf an den Start geht.

## Sportliche Laufbahn
Erste Erfahrungen bei internationalen Meisterschaften sammelte Julio Palomino im Jahr 2018, als er bei den U18-Südamerikameisterschaften in Cuenca in 9:12,47 min die Silbermedaille im 3000-Meter-Lauf gewann und sich auch über 2000 m Hindernis in 6:2809 min die Silbermedaille sicherte. Im Jahr darauf erreichte er bei den Crosslauf-Weltmeisterschaften 2019 in Aarhus nach 26:34 min Rang 38 im U20-Rennen und anschließend gewann er bei den U20-Südamerikameisterschaften in Cali in 9:16,61 min die Silbermedaille über 3000 m Hindernis, ehe er bei den U20-Panamerikameisterschaften in San José mit 9:14,39 min ebenfalls Silber gewann. 2021 gelangte er bei den Südamerikameisterschaften in Guayaquil mit 4:01,52 min Rang 15 im 1500-Meter-Lauf und anschließend siegte er in 8:51,65 min im Hindernislauf bei den U23-Südamerikameisterschaften ebendort und belegte über 1500 Meter in 3:54,11 min den elften Platz. Im Dezember siegte er dann in 8:56,56 min auch bei den erstmals ausgetragenen Panamerikanischen Juniorenspielen in Cali im Hindernislauf. Im Jahr darauf wurde er bei den Ibero-Amerikanischen Meisterschaften in La Nucia in 8:41,91 min Vierter und kam im 5000-Meter-Lauf nicht ins Ziel. Ende September verteidigte er bei den U23-Südamerikameisterschaften in Cascavel in 9:18,90 min seinen Titel im Hindernislauf und gewann in 14:42,83 min die Bronzemedaille über 5000 Meter hinter dem Bolivianer David Ninavia und Valentín Soca aus Uruguay. Kurz darauf kam er bei den Südamerikaspielen in Asunción im Hindernislauf nicht ins Ziel.
2023 kam er bei den Südamerikameisterschaften in São Paulo über 5000 Meter nicht ins Ziel und gewann im Hindernislauf in 8:48,93 min die Bronzemedaille hinter dem Argentinier Julián Molina und Carlos San Martín aus Kolumbien. Im November belegte er bei den Panamerikanischen Spielen in Santiago de Chile in 8:48,50 min den fünften Platz im Hindernislauf.
In den Jahren 2020 und 2023 wurde Palomino peruanischer Meister über 3000 m Hindernis, 2021 siegte er über 800 und 1500 Meter sowie 2022 und 2023 im 5000-Meter-Lauf.

## Persönliche Bestzeiten
- 800 Meter: 1:56,51 min, 1. Mai 2021 in Lima
- 1500 Meter: 3:48,64 min,8. April 2022 in Lima
- 3000 Meter: 9:12,47 min, 1. Juli 2018 in Cuenca
- 5000 Meter: 13:59,59 min, 10. April 2022 in Lima
- 3000 m Hindernis: 8:41,91 min, 20. Mai 2022 in La Nucia